# Desa Sombo (administrativ by i Indonesien, lat -7,74, long 111,30)
Desa Sombo är en administrativ by i Indonesien.   Den ligger i provinsen Jawa Timur, i den västra delen av landet, 500 km öster om huvudstaden Jakarta.